# 임정희
임정희(林正姬, 1981년 5월 17일 ~ )는 대한민국의 가수이다.

## 생애
임정희는 충청북도 영동군에서 태어나 2005년 첫 정규 앨범 Music is My Life로 데뷔했다. 스피커와 키보드 한대만으로 거리에서 공연해왔기에 거리의 디바로 불린다. 2011년 tvN의 서바이벌 프로그램 《오페라스타 2011》에 출연해 세미파이널까지 진출했다.

## 학력
- 영동고등학교 졸업
- 서울예술대학 실용음악과
- 고려대학교 언론대학원 언론학과 전공

## 음반 목록

### 싱글 앨범
- 2007년 디지털 싱글 `하늘아 바람아`
- 2010년 디지털 싱글 `헤어지러 가는 길`

### 정규 앨범
- 2005년 1집 Music Is My Life
- 2006년 2집 Thanks
- 2007년 3집 Before I Go J-Lim

### EP
- 2010년 EP 《진짜일 리 없어》
- 2011년 Golden Lady

## 출연 작품

### CF
- 2005년 삼성전자 Yepp

### 예능
- 2005년 KM - Love Is My Life
- 2012년 TV조선 P.S. I Love You 박정현 - 게스트 (9회)
- 2015년 MBC 미스터리 음악쇼 복면가왕 - 굴러온 복덩어리, 포기금지(생방)
- 2021년 TV조선 사랑의 콜센타 - 게스트
- 2023년 MBC 미스터리 음악쇼 복면가왕 - 8가지 화려한 매력으로 n연승까지 날아갈게요! 팔색조(재도전 6연승 가왕)

### 뮤지컬
- 2013년 머더 발라드
- 2014년 모짜르트
- 2015년 영웅
- 2019년 킹아더
- 2022년 프리다

## 수상
- 2005년 Mnet KM 뮤직비디오 페스티벌 신인솔로상
- 2005년 골든디스크상 신인상
- 서울특별시 주최 고등학생 가요경연대회 대상